# Zwangsarbeiterlager Graz-Liebenau
Das Zwangsarbeiterlager Graz-Liebenau (kurz: Lager Liebenau, Lager V (= römisch 5)) war ein Lager für ausländische Zwangsarbeiter im Stadtteil Liebenau in Graz während der Zeit der NS-Herrschaft.

## Beschreibung
Am Areal südlich der Linie Merkur Arena, ehemalige Kirchner-Kaserne und Seifenfabrik, zwischen der Kasernstraße und dem linken Murufer, wurde 1940 das Lager errichtet und diente ursprünglich als Lager V zur Unterkunft umgesiedelter Volksdeutscher aus der Bukowina, aber bald schon waren ausländische Arbeitskräfte und später auch Kriegsgefangene untergebracht, die zumeist in der Rüstungs- und Fahrzeugindustrie tätig waren. Mit bis zu 5000 untergebrachten Personen war das Lager das größte Zwangsarbeiterlager in Graz.

## Ungarische Juden auf ihrem Todesmarsch
Im April 1945 waren hier kurze Zeit ungarische Juden untergebracht, die zuvor zum Bau des Südostwalls herangezogen wurden und sich auf einem Todesmarsch ins KZ Mauthausen befanden. Man schätzt ihre Zahl auf etwa 400, von denen viele mit Flecktyphus infiziert waren, denen aber medizinische Hilfe verwehrt wurde. 35 bis 40 ungarische Juden wurden in Auftrag des Lagerleiters Nikolaus Pichler („Für diese Schweine haben wir keine Medikamente“) durch Gestapobeamte erschossen. Hierfür mussten sich die Juden mit dem Gesicht nach unten in eine längs zur Mur ausgehobene Grube legen, woraufhin auch die Gestapobeamten in die Grube stiegen und jedem Juden ins Genick schossen. Die Leichen wurden nur leicht mit Erde bedeckt, aber noch nicht zugeschüttet, um am nächsten Tag weitere Erschießungen durchzuführen. Rund 120 Erschießungen wurden von ungarischen Pfeilkreuzlern und vom Lagerführer Alois Frühwirt durchgeführt. 53 Leichen, von denen 34 Leichen Schusswunden aufwiesen, wurden nach dem Krieg exhumiert und 46 davon am Jüdischen Friedhof Graz beigesetzt. Bereits damals war klar, dass es sich hierbei nur um einen Teil der insgesamt 150 vermuteten Leichen handelt. In den Liebenauer Prozessen im September 1947 vor einem britischen Militärgericht wurden gegen vier Lageraufseher zwei Todesurteile, eine Haftstrafe und ein Freispruch ausgesprochen. Die beiden Todesurteile gegen Frühwirt und Pichler wurden am 15. Oktober 1947 vollstreckt.
An den Überlebenden wurden auf ihrem Marsch nach Mauthausen weitere Massaker verübt, etwa am Präbichl, wo über 200 Juden durch Mitglieder des Eisenerzer Volkssturms erschossen wurden.

## Nachnutzung

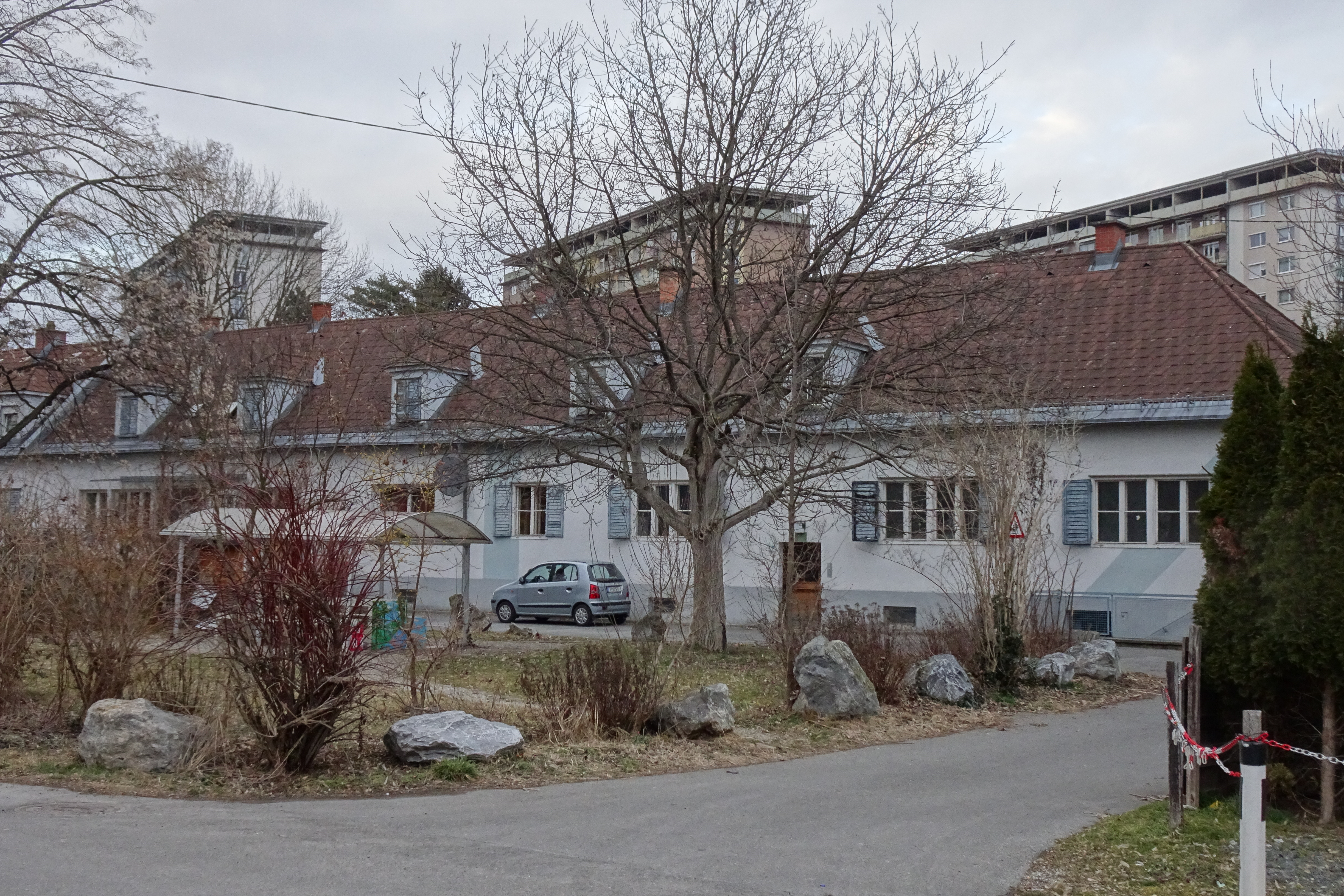
Das ehemalige Mannschaftsgebäude

Unmittelbar nach dem Krieg befand sich auf dem Gelände das Flüchtlingslager Am Grünanger, wobei die desolaten Baracken durch Holzbauten ersetzt wurden. Mit der Zeit wurde das Areal weitgehend verbaut, nur kleine Teile blieben ungenutzt oder wurden neben der Mur zum Augebiet. Im Zuge der Bauarbeiten zum Kraftwerk Graz-Puntigam (ab 2017) stieß man immer wieder auf Reste des Lagers, die archäologisch beforscht werden.
Am Gelände des ehemaligen Lagers wurde eine Wohnsiedlung mit einfachen eingeschoßige (Doppel-)Holzwohnbauten mit etwas Garten, ein Kindergarten, ein Jugendzentrum, ein Skaterpark, ein Kinderspielplatz und ein Sport-Hartplatz errichtet. Ein Teil der Fläche ist Wiese durchzogen von Radgehwegen. Das Straßenraster orientiert sich dabei weitgehend an dem des Lagers. Das ehemalige Mannschaftsgebäude befindet sich in der Mitte der Anlage, es dient ebenfalls nunmehr als Wohnhaus und steht als einziger oberirdisch sichtbarer Überrest des Lagers unter Denkmalschutz. (Listeneintrag).
Über das Gebiet verläuft (etwa über dem Skaterpark) eine Freileitung für Hochspannung.
Eine Platzbenennung im Park erfolgte 2020 oder früher nach der Widerstandskämpferin Maria Cäsar (1920–2017).
Der im Zweiten Weltkrieg errichtete (alte) Puchsteg (zwar schmal, doch für Fuß- und Radverkehr offen), der um 2010 noch renoviert wurde, wurde um 2019 ohne Erhalt irgendwelcher materiellen Erinnerungsteile abgerissen, da er über dem Aufstau Feuerwehrbooten zu wenig Durchfahrtshöhe bot. Der neue Puchsteg überbrückt seit etwa 2021 die Mur unmittelbar südlich der Seifenfabrik, wo südlich eine künstliche Flachwasserzone mit Stegen und Bootsverleih anschließt.

## Ausstellung GrazMuseum 2018/2019
Vom 15. November 2018 bis 8. April 2019 zeigte das GrazMuseum in der Sackstraße eine Ausstellung zum Lager Liebenau.

## Denkmale ab 2020

### Stele
Im Herbst 2020 wurde eine informative, leuchtende Stele nahe dem das linke Murufer begleitenden Geh- und Radweg im Maria-Cäsar-Park errichtet. Vorder- und Rückseite zeigen innerhalb eines schmalen Metallrahmens hinterleuchtet durch Glas je etwa 2 m hohe und 1 m breite Grafikdisplays. Auf der dem Fluss zugewandten Seite wird ein Bauplan des Lagers mit einem Luftbild etwa aus der Zeit des Kriegsendes verglichen und entwickelt das Thema anhand einer Wiederholung des Buchstabens „V“. Die andere – Ostseite zeigt Fotografien und Texte. Ein QR-Code macht eine Self-Guided-Tour zugänglich, ihre etwa 6 Stationen in der heutigen Siedlung öffnen Infos via Near Field Communication (NFC).
Anfang Juni 2021 wurde eine grobe Beschädigung der westlichen Platte aus Verbundsicherheitsglas entdeckt. Die Spur in Schulterhöhe deutet auf einen Schlag mit einem harten, spitzen Gegenstand hin. Zahlreiche Sprünge durchziehen die Glasfläche, die Grafik blieb dabei im Wesentlichen lesbar. Kulturstadtrat Günter Riegler (ÖVP) verurteilte erschüttert die Schandtat, den Vandalismus – „wir dürfen niemals aufhören zu erinnern und zu mahnen.“ Historikerin Barbara Stelzl-Marx sieht die Zerstörung dieses Symbols des Gedenkens als einen Beleg für die Notwendigkeit eines offenen, nachhaltigen Diskurses über dieses finstere Kapitel.

### Stolperschwelle und Puchstege
Die Verlegung der ersten Stolperschwelle Österreichs (720 × 96 × 96 Millimeter groß) am Uferweg beim Lager erfolgte durch Mitarbeiter der Holding Graz am 22. Oktober 2020. Der Verlegeort ist genau am linken Brückenkopf des ehemaligen Puch-Stegs, über den die Zwangsarbeiter gingen, um ins Puchwerk am rechten Westufer der Mur zu gelangen. Der Steg war um 1940 genau dafür errichtet worden und ist im Zuge des Baus des Murkraftwerks Graz wegen Anheben des Wasserspiegels 2019 abgebrochen und verschrottet worden.
Als Ersatz wurde etwa 150 Meter weiter nördlich im Jahr 2020 der Puchsteg Neu eröffnet. Der neue Steg ist überdacht, beleuchtet, weist wieder eine Geländerverkleidung aus Holz auf und wurde dank einer Forderung von Radlobby Argus 3,5 m breit errichtet, statt wie ursprünglich geplant nur 2,5 m. Baubeginn des Stegs war am 3. Juni 2019, er lag fertiggestellt monatelang brach und wurde erst am 10. Juli 2020 geöffnet, nachdem die Stadt Graz mit dem Nachbarn, Familie Kovac, Eigner des Veranstaltungszentrums Seifenfabrik einen fünf Jahre dauernden Vertrag schließen konnte.

## Grabungen
Im Zuge des Baus des Murkraftwerks bis 2020 erfolgten Grabungen und Beforschung.
Im Jänner 2021 wurde berichtet, dass eine Sondierungsgrabung vor der Errichtung von Wohnbauten menschliche Knochenteile neben tierischen Schlachtabfällen in der Verfüllung eines Bombentrichters ergab. Im Juli 2021 wurde über ein Fundobjekt berichtet: Menschliche Schädeldecke, fachmännisch – vermutlich im Zuge einer Obduktion – durch Sägen abgetrennt. Mehrere Jahrzehnte alt. Loch mit 7 mm Durchmesser, wohl durch einen Einschuss. Vermutlich Opfer eines Kriegsverbrechens.